# Antoine Louis
Pour les articles homonymes, voir Louis.
Antoine Louis, né le 13 février 1723 à Metz et mort le 20 mai 1792 à Paris, est un chirurgien militaire français. Son rôle de médecin légiste fut crucial dans l’affaire Calas. Il est l'un des contributeurs à l'Encyclopédie de Diderot et d'Alembert pour les articles consacrés à la chirurgie et l'un des concepteurs de la guillotine, d'abord appelée « louisette » ou « louison ».

## Biographie
Fils d'un chirurgien militaire, Antoine Louis naît le 13 février 1723 à Metz. Il est baptisé en la paroisse Saint-Victor, son parrain étant Antoine Boyer, un maître chirurgien. Il devient docteur en droit et docteur en médecine des facultés de Paris. Il embrasse la carrière de son père, qui est alors son premier maître. La guerre de succession d'Autriche fait rage et à l’âge de 21 ans, Antoine Louis a déjà fait plusieurs campagnes en qualité d’aide, puis de chirurgien-major de régiment.
Sa thèse, De vulneribus Capitis, date de 1749, mais on ne sait pas s’il la présente à l’université de Halle ou à Paris. La Peyronie l’appelle. Nommé gagnant maîtrise par concours, il ne s’entend pas avec les frères de la Charité et retourne à l’armée du Haut-Rhin, puis revient à Paris.
Il y est professeur de physiologie, chirurgien de La Salpêtrière (où il voulut être enterré), deux fois prévôt des chirurgiens et deux fois couronné par l’académie, dont il est membre associé à 23 ans (1746). Il a publié une réformation de la subordination des chirurgiens aux médecins (1748), un cours de chirurgie pratique sur les plaies par armes à feu (1746), pris une part prépondérante à la rédaction des 3e, 4e et 5e volumes des mémoires de l’Académie royale de chirurgie, après avoir aidé Morand à préparer le 2°. On le dit parfait académicien, théoricien, opérateur de second ordre, mais le jugement est à réviser : J.L. Faure assure que son manuel opératoire de la hernie étranglée situe son génie. Une lettre de Voltaire, exhumée en 1952, le montre assez hardi pour sectionner deux nerfs dans un syndrome douloureux de la face, sur le conseil de Tronchin, et obtenir la guérison du malade.
Maître, il a réussi en 1785, à assurer le choix de Desault comme chirurgien de l’Hôtel-Dieu ; il a eu pour élèves entre autres, Larrey, Percy, François-Emmanuel Fodéré, qui publia, sur ses instances, son traité de médecine légale. Dans Jacques le fataliste, Diderot le loue comme chirurgien d’armée ; de plus, il a été pour lui, l’un des précieux rédacteurs de l'Encyclopédie : anatomiste, il a décrit le bassin, les artères carotides, le cristallin, l’étrier, les parotides, les muscles obturateurs ; accoucheur, il a étudié la césarienne et le forceps ; pathologiste, donné une description du lupus du nez ; thérapeute, réduit les indications de la saignée et stigmatise ses méfaits ; cultive l’histoire de la chirurgie qui est, selon lui : « L’objet le plus capable de captiver l’application d’une âme élevée ». On lui doit la traduction française du De Morbis Venereis de Jean Astruc ; et, par ses expériences sur des moutons, la machine préconisée par le Dr Guillotin, qu’il modifia, faillit s’appeler la louison. Le musée d'histoire de la médecine de Paris (12 rue de l'école de médecine  Paris 5) conserve son buste attribué à Houdon.
Antoine Louis fut par ailleurs inspecteur général des hôpitaux militaires du Royaume et secrétaire perpétuel de l’Académie de médecine. Il décéda le 20 mai 1792 à Paris.

## Concept et fabrication de la guillotine
Le 7 mars 1792, Antoine Louis préconise, dans un rapport remis à l’Assemblée législative et intitulé « Consultation motivée sur le mode de décollation nouveau », la mise au point d’une machine à lame oblique permettant de donner la mort instantanément et de manière indolore. Le concept de la guillotine avait été avancé précédemment par Joseph Ignace Guillotin, mais c’est Antoine Louis qui a été chargé de désigner un fabriquant et de réaliser les essais. La première machine est fabriquée par Tobias Schmidt (de), un facteur allemand de pianos et de clavecins installé à Paris. Antoine Louis apporta des modifications substantielles à la machine qui fut surnommée la « Louison ». Le 25 avril 1792, moins de deux mois après la dépose du rapport, la guillotine entrait en action.

## Titres et distinctions
- Secrétaire perpétuel de l'Académie royale de chirurgie (1765-1792).

## Œuvres et publications

Mémoire contre la légitimité des naissances prétendues tardives, 1764.

- Réfutation de l'écrit des médecins, intitulé la subordination des chirurgiens aux médecins, démontrée par la nature des deux professions, & par le bien public, 1748, 32 p. Texte intégral.
- Addition à l'examen des plaintes des médecins de province, présentées au roy par la Faculté de Médecine de Paris, 1749, 11 p. Texte intégral.
- Éloge de M. Petit. Prononcé à la séance publique de l'Académie royale de chirurgie. Le mardi 26 mai 1750, 1750, 2 p.
- Lettres sur la certitude des signes de la mort : où l'on rassure les citoyens de la crainte d'être enterrés vivans : avec des observations [et] des expériences sur les noyés, Michel Lambert (Paris), 1752, 376 p. Texte intégral.
- Lettre sur les maladies vénériennes, dans laquelle on publié la manière de préparer le mercure dont la plus forte dose n'excite point de salivation, Michel Lambert (Paris), 1754, 12 p. Texte intégral.
- Mémoire sur une question anatomique relative à la jurisprudence ; dans lequel on établit les principes pour distinguer, à l'inspection d'un corps trouvé pendu, les signes du suicide d'avec ceux de l'assassinat,  P. G. Cavelier (Paris), 1763, 54 p.  Texte intégral et lire en ligne sur Gallica.
- Parallèle des différentes méthodes de traiter la maladie vénérienne,François Changuion (Amsterdam), 1764, 290 p.  Texte intégral.
- Recueil d'observations d'anatomie et de chirurgie, pour servir de base a la théorie des lésions de la tête, par contre-coup, P. G. Cavelier (Paris), 1766, 270 p.  Texte intégral.
- Éloge de M. Bertrandi, associé étranger de l'académie royale de chirurgie, chirurgien de Sa Majesté le roi de Sardaigne, professeur d'Anatomie & de chirurgie en l'Université de Turin,  P. Guillaume Cavelier (Paris), 1767, 63 p.  Texte intégral.
- Dictionnaire de chirurgie, communiqué à l'Encyclopédie, Saillant & Nyon (Paris), 1789, 2 vol. :

1. tome premier Texte intégral.
2. tome second Texte intégral.

- Mémoire sur l'opération du bec-de-lièvre, où l'on établit le premier principe de l'art de réunir les plaie, in-12, 69 p. lire en ligne sur Gallica.
- Éloges lus dans les séances publiques de l'Académie royale de chirurgie de 1750 à 1792, par Antoine Louis, recueillis & publiés par E. Frédéric Dubois (d'Amiens), Paris : Baillière & fils, 1859